# Neffs
Neffs és una concentració de població designada pel cens dels Estats Units a l'estat d'Ohio. Segons el cens del 2000 tenia 1.138 habitants.

## Demografia
Segons el cens del 2000, Neffs tenia 1.138 habitants, 449 habitatges, i 339 famílies. La densitat de població era de 109,6 habitants/km².
Dels 449 habitatges en un 29% hi vivien nens de menys de 18 anys, en un 58,1% hi vivien parelles casades, en un 10,2% dones solteres, i en un 24,3% no eren unitats familiars. En el 21,4% dels habitatges hi vivien persones soles el 10,7% de les quals corresponia a persones de 65 anys o més que vivien soles. El nombre mitjà de persones vivint en cada habitatge era de 2,53 i el nombre mitjà de persones que vivien en cada família era de 2,93.
Per edats la població es repartia de la següent manera: un 21,8% tenia menys de 18 anys, un 7,7% entre 18 i 24, un 28,3% entre 25 i 44, un 26,5% de 45 a 60 i un 15,6% 65 anys o més.
L'edat mediana era de 40 anys. Per cada 100 dones de 18 o més anys hi havia 94,3 homes.
La renda mediana per habitatge era de 25.000 $ i la renda mediana per família de 36.875 $. Els homes tenien una renda mediana de 31.875 $ mentre que les dones 19.926 $. La renda per capita de la població era de 13.557 $. Aproximadament el 7,7% de les famílies i el 13,8% de la població estaven per davall del llindar de pobresa.

## Poblacions més properes
El següent diagrama mostra les poblacions més properes.